# (6094) Hisako
(6094) Hisako (1990 VQ1) – planetoida z pasa głównego asteroid okrążająca Słońce w ciągu 4,29 lat w średniej odległości 2,64 j.a. Odkryta 10 listopada 1990 roku.